# Björn Barta
Björn Barta (* 22. Mai 1980 in Solingen) ist ein ehemaliger deutscher Eishockeyspieler, der zuletzt in der Eishockey-Oberliga für die Füchse Duisburg spielte. Sein Bruder Alexander ist ebenfalls Eishockeyspieler, sein Vater Michael war tschechoslowakischer Eishockey-Nationalspieler.

## Karriere
Björn Barta wuchs in West-Berlin auf, stand im Alter von drei Jahren das erste Mal auf Schlittschuhen und trat im Alter von fünf Jahren dem Berliner Schlittschuhclub bei. Aufgrund der besseren Perspektive wechselte er mit 13 Jahren in den Nachwuchsbereich der Eisbären Berlin. Mit 17 Jahren ging Barta in die schwedische Juniorenliga zum Mora IK. Dort spielte der Linksschütze ein Jahr, ehe er nach Deutschland zurückkehrte und einen Vertrag beim Heilbronner EC unterschrieb. Für den Club spielte der Flügelstürmer zwei Jahre in der 2. Bundesliga, wo er sich zu einem der Leistungsträger in der Mannschaft entwickelte. 2000/01 stand Barta für den Ligakonkurrenten Bietigheim-Bissingen auf dem Eis, ein Jahr später nahm er ein Angebot der Kölner Haie an und kam so zu seinen ersten Einsätzen in der Deutschen Eishockey Liga. Zunächst spielte der Linksschütze noch häufig mit einer Förderlizenz für deren Kooperationspartner EV Duisburg, doch im Saisonverlauf etablierte er sich als Flügelstürmer in der vierten Reihe der Haie. Am Ende der Spielzeit feierte der Berliner mit dem KEC die deutsche Meisterschaft. Um jedoch mehr Eiszeit zu erhalten, wechselte Barta in der Folgezeit zu den Augsburger Panthern, für die er drei Jahre spielte. Seit der Saison 2005/06 spielte der Angreifer beim ERC Ingolstadt, mit dem er in den ersten beiden Jahren die Play-offs erreichte, dort jedoch jeweils im Viertelfinale ausschied. Zur Saison 2007/08 unterschrieb Barta einen Vertrag beim Ligakonkurrenten Nürnberg Ice Tigers, bei denen er seinen Vertrag bis 2012 erfüllte.
Zwischen 2012 und 2016 spielte er wieder für den ERC Ingolstadt. Zuletzt stand Barta zwischen 2016 und 2018, der seinen Lebensmittelpunkt in Köln hat, wieder bei den Füchsen Duisburg unter Vertrag.
2018 beendete Barta seine aktive Karriere als Eishockeyspieler und wechselte in das Management der Füchse Duisburg. Er leitet die Geschäftsstelle und unterstützt den sportlichen Leiter Lance Nethery.

### International
Barta stand im erweiterten Kader der deutschen Nationalmannschaft, für die er mehrere Spiele bestritt, jedoch noch an keinem Turnier teilnahm. Für die Juniorenauswahl des DEB war er bei der Junioren-Weltmeisterschaft 1999 im Einsatz.

## Erfolge und Auszeichnungen
- 2002 Deutscher Meister mit den Kölner Haien
- 2014 Deutscher Meister mit dem ERC Ingolstadt

## Karrierestatistik
(Legende zur Spielerstatistik: Sp oder GP = absolvierte Spiele; T oder G = erzielte Tore; V oder A = erzielte Assists; Pkt oder Pts = erzielte Scorerpunkte; SM oder PIM = erhaltene Strafminuten; +/− = Plus/Minus-Bilanz; PP = erzielte Überzahltore; SH = erzielte Unterzahltore; GW = erzielte Siegtore; 1 Play-downs/Relegation; Kursiv: Statistik nicht vollständig)